# Victoria Highway
Der Victoria Highway ist eine Fernstraße im Nordwesten des australischen Northern Territory und im Nordosten von Western Australia. Er verbindet den Stuart Highway in Katherine mit dem Great Northern Highway südlich von Wyndham und westlich von Kununurra. Der Victoria Highway ist Teil des australischen National Highway 1 und zusammen mit dem Great Northern Highway die wichtigste Verbindung auf dem Landweg zwischen Darwin und Perth. Seinen Namen erhielt er vom Victoria River, den er jedoch an nur zwei kurzen Stellen auf der gesamten Strecke erreicht.

## Geschichte
Ursprünglich gab es in dieser Gegend nur eine Reihe kleinerer unbefestigter Farmstraßen. In den 1950er-Jahren gab es ein erstes größeres Bauprojekt, das eine durchgehende Straßenverbindung schuf.
Ein weiterer Ausbau der Straße erfolgte in den 1960er-Jahren im Zuge des Baus des Ord-Staudamms. Damit war auch eine Befahrbarkeit der Straße durch Road Trains gegeben.
Erst in den 1990er-Jahren wurde der Highway erneut ausgebaut, begradigt und befestigt.

## Verlauf

### Northern Territory

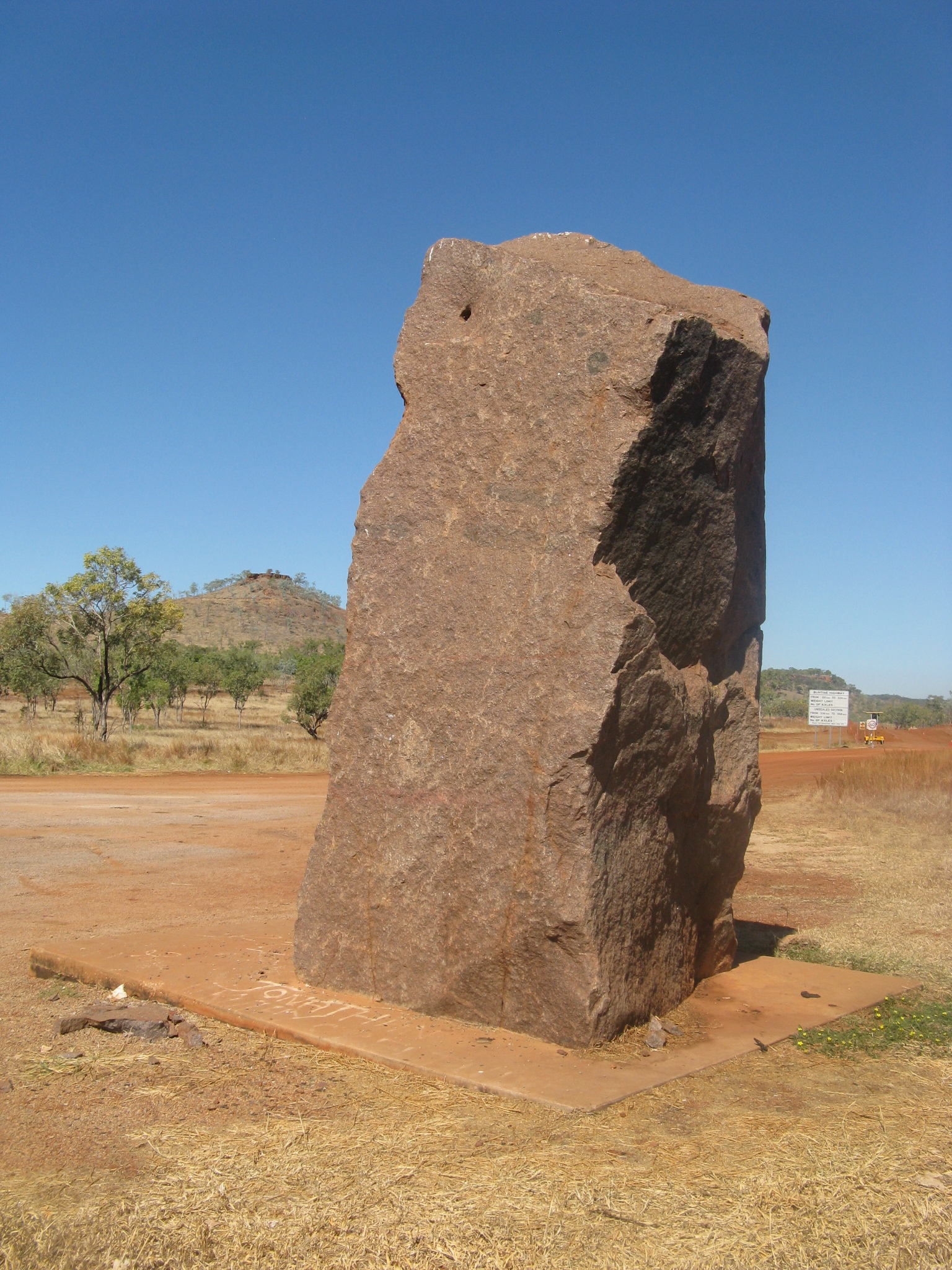
Buntine Memorial, am Abzweig des Buntine Highway nach Süden, ca. 80 km, westlich der Brücke über den Victoria River

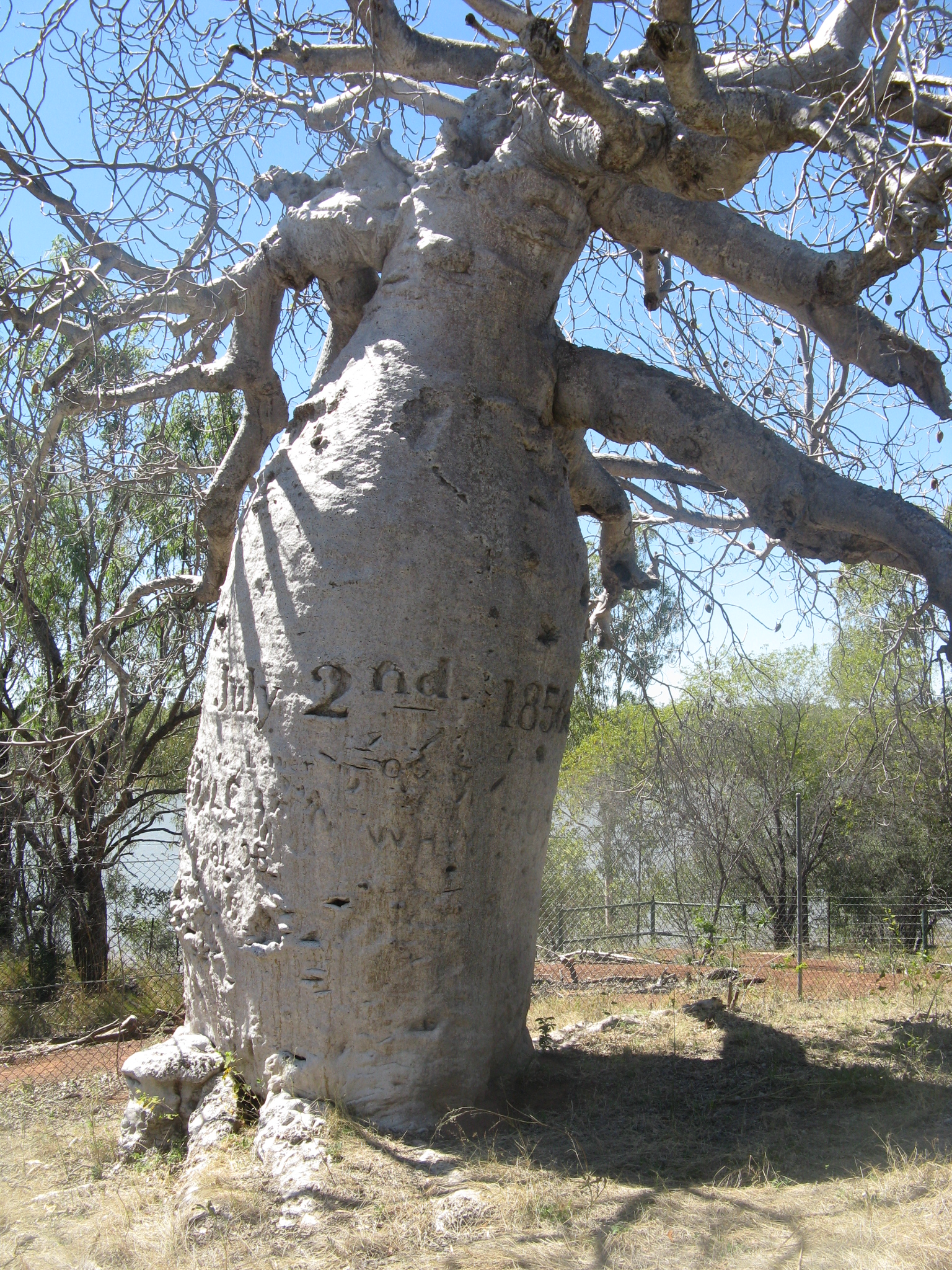
Gregory’s Tree: Ca. 3,5 km nördlich des Victoria Highway, Abzweig ca. 20 km westlich von Timber Creek

Der Victoria Highway zweigt in Katherine nach Südwesten vom Stuart Highway (N1) ab. Er verläuft durch weite, zur Trockenzeit ausgedörrte Savannen aus Gras, Akazien- und Eukalypten-Buschland, die von einigen beeindruckenden Gebirgszügen und Schluchten geprägt sind. Rastplätze, Farmen und Abzweigungen von Straßen sind selten.
Nach 125 km zweigt bei der Siedlung Willeroo nach Süden der Buntine Highway (R96) ab, der nach Top Springs und dann zur Duncan Road (R80) in Western Australia führt. Etwa 35 km weiter tritt der Victoria Highway in den östlichen Teil des Gregory-Nationalparks ein. Er überquert den namensgebenden Victoria River und durchzieht die gleichnamige Siedlung am Westufer. Der Victoria River, der hier von Süden kommend rechtwinklig nach Westen abknickt, wird auf einer niedrigen Brücke überquert. Diese Flusskreuzung (Victoria River Crossing) ist während der Regenzeit oft für Tage unpassierbar. Während dieser Zeit kann die Brücke, welche den Fluss überspannt, mehrere Meter unter Wasser stehen.
Es gibt vom Highway eine Zufahrt zum Flussufer (Victoria River Access) an eine Furt, die schon Alexander Forrest 1879 auf seiner Expedition von den Kimberleys ans Top End kreuzte. Zur Trockenzeit ist der Victoria River ein beliebtes Barramundi-Anglerparadies und wird mit Ausflugsbooten befahren. Mehrere Wanderwege führen vom Roadhouse zu Aussichtspunkten auf spektakuläre Sandsteinschluchten und steile Klippen am Victoria River (Escarpment Walk und Joes Creek Walk).
161 km weiter westlich biegt nach Süden der Buchanan Highway (R80) ab, der auch zum Victoria River führt und zwei Zugänge in den Westteil des Gregory National Park öffnet. 16 km westlich des Abzweigs zweigt wiederum nach Süden eine weitere, schwierige Allradpiste ins Herz des westlichen Gregory National Park ab (so genannte Bullita Stock Route). 12 km weiter im Nordwesten ist der Ort Timber Creek erreicht. Der Victoria River nähert sich von Norden erneut an die Straße an und begleitet sie für etwa 20 km. Wo er sie wieder verlässt, hat der Expeditionsleiter Augustus Charles Gregory am 2. Juli 1856 einen Hinweis auf seinen Aufenthalt in einen Boab-Baum geritzt (Gregory’s Tree genannt).
Der Highway wendet sich nach Südwesten und quert den East Baines River und den West Baines River. Am Südrand des Keep-River-Nationalparks legt er Richtung Nordwesten die letzten Kilometer bis zur Grenze nach Western Australia zurück.

### Western Australia

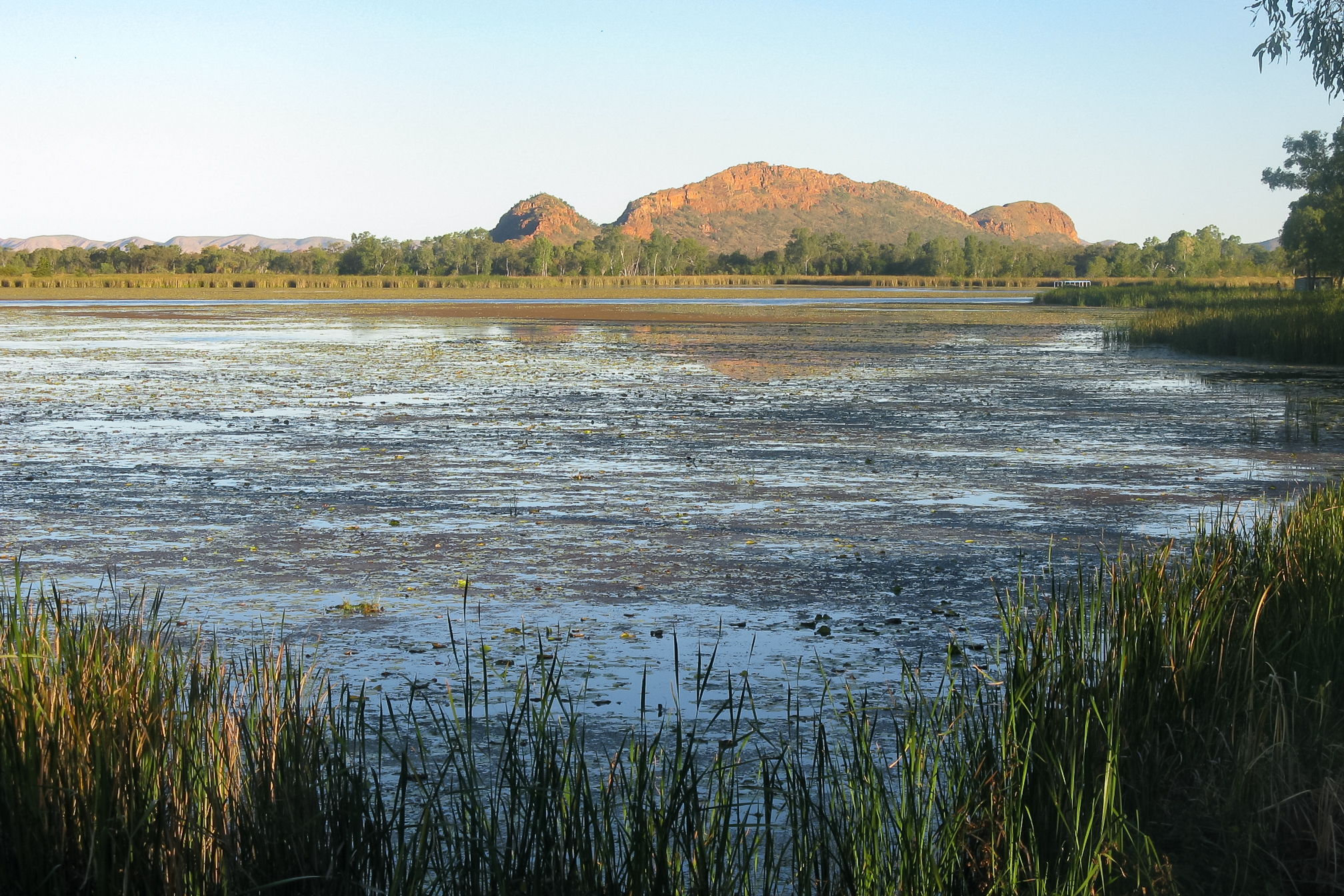
Der Highway führt vorbei am Lake Kununurra

3 km hinter der Grenze zweigt nach Südwesten die Lake Argyle Road zum Ord-Staudamm vom Highway ab. Der Ord Staudamm staut den Ord River und mehrere kleine Flüsse der Region zum Lake Argyle, dem größten künstlichen See in Australien.
35 km weiter nordwestlich liegt der östlichste größere Ort von Western Australia, Kununurra, wo die Straße den Ord River quert. Weitere 45 km führt der Victoria Highway nach Südwesten, entlang der Sandstein-Formation der Carr Boyd Ranges, bevor er 56 km südlich von Wyndham auf den in Nord-Süd-Richtung verlaufenden Great Northern Highway trifft und endet.
Der höchste Punkt im Verlauf des Highways liegt auf 225 m, der niedrigste auf 8 m.